# Olszowa (powiat białobrzeski)
Olszowa (do 2011 Olszowe) – wieś w Polsce położona w województwie mazowieckim, w powiecie białobrzeskim, w gminie Wyśmierzyce. Przez miejscowość przebiega droga krajowa nr 48.
| SIMC    | Nazwa       | Rodzaj    |
| ------- | ----------- | --------- |
| 0642081 | Leonówek    | część wsi |
| 0642098 | Lisia Górka | część wsi |

Prywatna wieś szlachecka Olszowe, położona była w drugiej połowie XVI wieku w powiecie radomskim województwa sandomierskiego. W latach 1975–1998 miejscowość położona była w województwie radomskim.
Średniowieczna osada otoczona Puszczą Pilicką (obecnie Stary Bór), należąca do dóbr Ratoszyn, ale do parafii wyśmierzyckiej. W czasach I Rzeczypospolitej ostatnia miejscowość Małopolski przed granicą z Mazowszem. W XVI w. należała do Ratowskich herbu Szeliga, liczyła w granicach 15-20 mieszkańców. Do 1950 sołectwo w gminie Radzanów, następnie należała do gromady Grzmiąca, a od 1973 gminy Wyśmierzyce. Od 1920 część parafii Kostrzyn (województwo mazowieckie).
1 stycznia 2011 zmieniono urzędowo nazwę miejscowości z Olszowe na Olszowa.
Wierni Kościoła rzymskokatolickiego należą do parafii św. Stanisława w Kostrzynie.